# Manuel Quintas de Almeida
Manuel Quintas de Almeida, né en 1957 sur l'île de São Tomé au Portugal (actuel territoire de Sao Tomé-et-Principe) et mort le 26 décembre 2006 à Lisbonne au Portugal, est un officier et homme politique santoméen.

## Biographie
Dans les années 1970, Manuel Quintas de Ameida est un membre du parti politique social-démocrate Mouvement pour la libération de Sao Tomé-et-Principe. Formé dans l'artillerie de surface à l'Escola Comandante Benedito à Luanda en Angola en 1978, il devient membre de la garde présidentielle du président Manuel Pinto da Costa, capitaine de l'artillerie des forces armées puis lieutenant.
Du 15 août au 21 août 1995, il est président de la Junte de Salut national de Sao Tomé-et-Principe. Il obtient le pouvoir par un coup d'État et chasse Miguel Trovoada, alors président de la république démocratique de Sao Tomé-et-Principe. À la suite d'un accord, il lui redonne le pouvoir six jours plus tard.
Après la tentative de coup d'État, il obtient le brevet de commissaire. Il meurt en 2006 au Portugal pour des raisons de santé.